# Sinopodisma zhengi
Sinopodisma zhengi är en insektsart som beskrevs av Liang och F.M. Lin 1994. Sinopodisma zhengi ingår i släktet Sinopodisma och familjen gräshoppor. Inga underarter finns listade i Catalogue of Life.